# Lygodactylus williamsi
Lygodactylus williamsi is een hagedis die behoort tot de gekko's (Gekkota) en de familie Gekkonidae met IUCN-status "Kritiek bedreigd", veroorzaakt van de handel in exotische dieren.

## Naam en indeling
De wetenschappelijke naam van de soort werd voor het eerst voorgesteld door Arthur Loveridge in 1952. Oorspronkelijk werd de wetenschappelijke naam Lygodactylus picturatus williamsi gebruikt. De gekko wordt veel in gevangenschap gehouden in een terrarium en geniet hierdoor enige bekendheid.
De soortaanduiding williamsi is een eerbetoon aan de Amerikaanse herpetoloog Ernest Edward Williams (1914 - 1998).

## Uiterlijke kenmerken
Het is een opvallend diertje door zijn veel kleinere formaat in vergelijking met een gemiddelde gekko en de aparte kleuren. Ze zijn ook minder schuw dan de meeste gekko's. Na verloop van tijd zijn ze niet bang om in de buurt van de verzorger te komen tijdens het voeren. De volwassen exemplaren zijn ongeveer zes tot tien centimeter lang. De jongen zijn bij de geboorte ongeveer 2 tot 3 cm lang. De kleur van hun buik is oranje-geel.
De dominante mannetjes zijn helder blauw van kleur, en de vrouwtjes hebben een koperachtige of bruine kleur met soms wat donkergroene tinten. Jonge exemplaren zijn groen/blauw. In het geval van een jonge of onderdrukte man echter is het onderscheid moeilijker, en kan de gekko ook een groene kleur hebben, en aangezien worden voor een vrouw.
Het echte onderscheid kan gemaakt worden door te letten op de aanwezigheid van de uitstulpingen van de hemipenis net onder de staartwortel, en de preanale poriën met een (brede) V-vorm tussen de achterpoten. Ook is de keel van het mannetje meestal donker gestreept, of zo goed als geheel zwart, en die van het vrouwtje nauwelijks zwart of licht gestreept.

## Voortplanting en ontwikkeling
De eieren van L. williamsi zijn wit van kleur en hebben een doorsnede van 3 tot 5 millimeter. Ze worden vastgeplakt op een beschutte plek, tussen of tegen bladeren, achter boomschors of tegen takken.

## In gevangenschap
Het houden van Lygodactylus williamsi kan in een tropisch ingericht terrarium of vivarium. In het terrarium zijn een (deels) opengewerkte stuk bamboe en een bromeliaplant ideaal, als schuil- en zonplaatsen. Sanseveria's zijn geschikte planten voor de ei-afzet van de williamsi, net als bamboe. Ook zijn wortelstokken ("jungle vines") geliefd, deze bevorderen ook het schuren van de huid. Ook andere tropische planten zoals Tillandsia, orchideeën en begonias zijn bruikbaar.

## Verspreiding en habitat

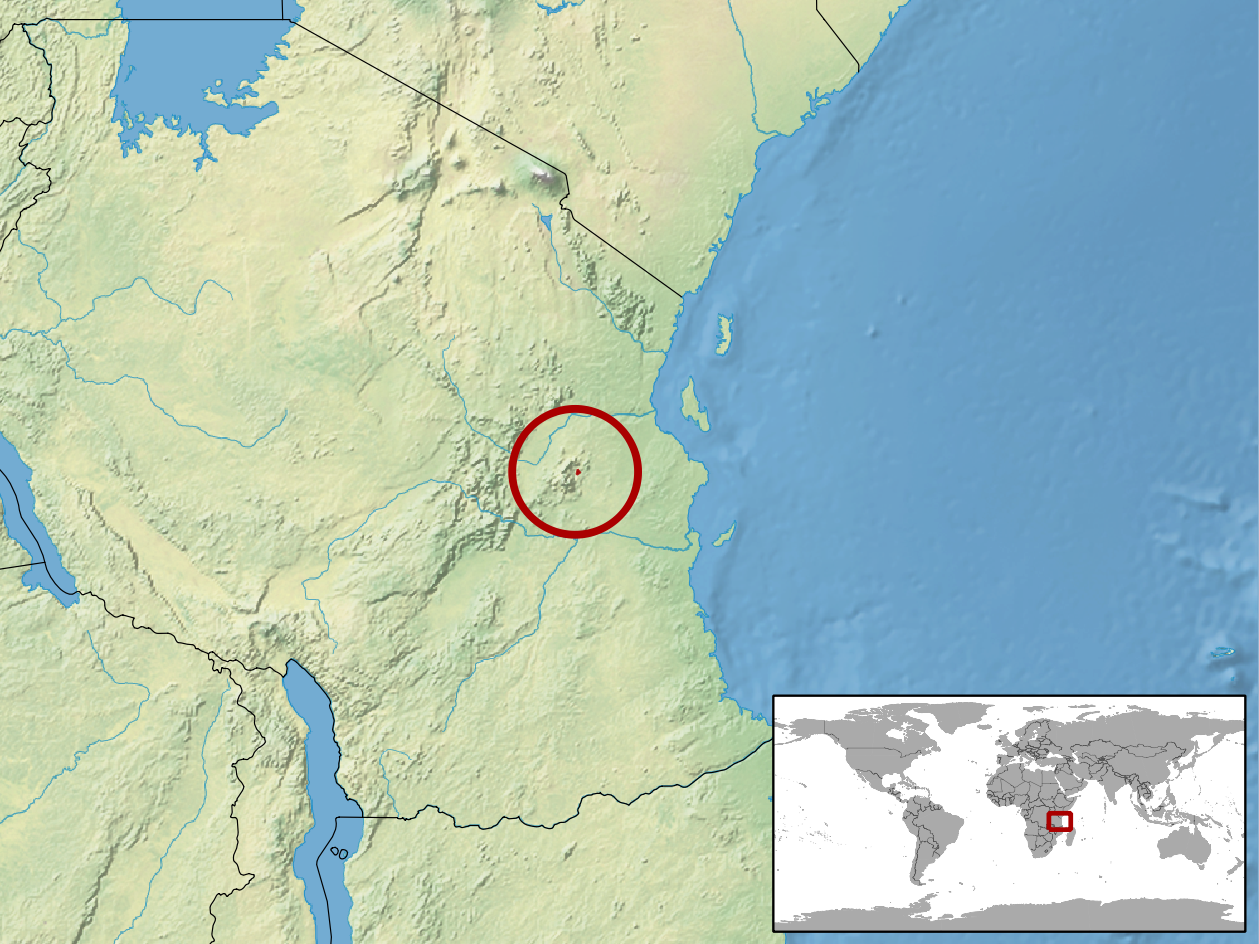
Verspreidingsgebied in het rood.

De gekko komt voor in Afrika en leeft endemisch in delen van Tanzania. Het areaal beslaat meer specifiek de regio Morogoro uit het Kimboza Forest Reservaat. De habitat bestaat uit vochtige tropische en subtropische laaglandbossen. De soort is aangetroffen op een hoogte van ten minste 290 meter boven zeeniveau.

## Bedreiging en bescherming
Lygodactylus williamsi wordt beschouwd als een bedreigde diersoort die op de rand van uitsterven staat. Door de internationale natuurbeschermingsorganisatie IUCN is de beschermingsstatus 'ernstig bedreigd' toegewezen (Critically Endangered of CR).
Het verspreidingsgebied is erg klein; de gekko is aangetroffen in een gebied van ongeveer twintig vierkante kilometer, waarvan er in ongeveer acht km² daadwerkelijk populaties voorkomen. De populaties worden echter steeds kleiner en de aantallen in het wild lopen terug.
De voornaamste oorzaak van deze achteruitgang is het vangen van de dieren voor de handel in exotische dieren. Van de populaties in het Kimbozabos is in minder dan vijf jaar 15 procent van de dieren weggevangen en geëxporteerd. Lygodactylus williamsi staat niet op de CITES-lijst van beschermde diersoorten. De hagedis was ook niet opgenomen in de Europese verordening 338/97 waarin een lijst is opgenomen met dieren en planten die niet verhandeld mogen worden. In de latere verordening 1320/2014 uit december 2014 werd de gekko echter alsnog aan de lijst toegevoegd.